# Humphreys
Humphreys és una població dels Estats Units a l'estat de Missouri. Segons el cens del 2000 tenia 164 habitants.

## Demografia
Segons el cens del 2000, Humphreys tenia 164 habitants, 62 habitatges, i 40 famílies. La densitat de població era de 243,5 habitants per km².
Dels 62 habitatges en un 33,9% hi vivien nens de menys de 18 anys, en un 41,9% hi vivien parelles casades, en un 14,5% dones solteres, i en un 33,9% no eren unitats familiars. En el 30,6% dels habitatges hi vivien persones soles el 12,9% de les quals corresponia a persones de 65 anys o més que vivien soles. El nombre mitjà de persones vivint en cada habitatge era de 2,65 i el nombre mitjà de persones que vivien en cada família era de 3,22.
Per edats la població es repartia de la següent manera: un 29,9% tenia menys de 18 anys, un 13,4% entre 18 i 24, un 26,2% entre 25 i 44, un 15,9% de 45 a 60 i un 14,6% 65 anys o més.
L'edat mediana era de 32 anys. Per cada 100 dones de 18 o més anys hi havia 101,8 homes.
La renda mediana per habitatge era de 25.250 $ i la renda mediana per família de 27.500 $. Els homes tenien una renda mediana de 22.188 $ mentre que les dones 21.667 $. La renda per capita de la població era de 16.207 $. Entorn del 17,3% de les famílies i el 25,1% de la població estaven per davall del llindar de pobresa.

## Poblacions més properes
El següent diagrama mostra les poblacions més properes.